# 亞太經合組織商務旅遊證
，是一張大小如信用卡的旅遊文件，提供給亞太經濟合作會議（APEC）各會員經濟體符合條件的商務人士申請持用，持有者可免簽證到參與計劃的地區停留2－3個月，入出境審查時可使用特別通道通關，減少輪候的時間，單是自2010年3月至2011年3月期間，此計劃便為持卡人合共節省了62,413小時。亞太經合組織設立旅遊證的目的讓經商人士在亞太經合組織成員地區內自由進出，促進在亞太區內的商務聯繫。參與該計劃的亞太經合組織成員經濟體包括澳大利亞、文萊、智利、中國、香港、中華臺北、印尼、日本、韓國、馬來西亞、墨西哥、紐西蘭、巴布亞新幾內亞、秘魯、菲律賓、俄羅斯、新加坡、泰國和越南。加拿大和美國則為過渡計劃的成員。

## 亞太經合組織商務旅遊證計劃
大部分的APEC經濟體參與了該計劃：
- 澳大利亞
- 汶萊
- 智利
- 中國
- 中國香港
- 印度尼西亞
- 日本
- 南韓
- 馬來西亞
- 墨西哥
- 紐西蘭
- 巴布亞紐幾內亞
- 菲律賓
- 秘魯
- 俄羅斯
- 新加坡
- 泰國
- 中華台北
- 越南

过渡成员：
- 加拿大
- 美國

該計劃的正式成員
過渡成員（加拿大、美國）

俄羅斯於2013年6月1日開始全面參與。這些經濟體的公民和國民可以向其政府申請亞太經合組織商務旅遊證，申請的標準一般都是可能需要經常在亚太经济合作组织成員間短期訪問的商務人士。不同的經濟體可能會有不同的標準來審查本地公民的申請；例如，香港接受「真正的」經商人士並具有香港永久居民，但澳大利亞限制過去5年獲得澳大利亞貿易委員會的出口市場發展補助金並參與亚太经济合作组织成員之間從事國際貿易或投資的企業代表，列入當前福布斯全球2000強企業名單，或符合其他類似標準。
提交申請後，申請人的姓名將在其他參與經濟體之間分發，經濟體成員在滿足其所有條件時的情況下提供入境預先許可，已經給予進入預先許可的經濟體的ISO 3166-1三位字母代码將印在亞太經合組織商務旅遊證的背面。所有經濟體成員可能需要長達3〜4個月的時間來回應申請，因此申請人可以選擇在不等待某些個別經濟體成員的回應的情況下簽發該證件，從而不享受這些個別經濟體的旅行特權。對於2015年9月之後提出的申請，該卡有效期為5年（之前為3年），之後必須重新申請。如果持有人的護照在5年有效期內换发，則必須重新簽發該卡來印刷新的護照號碼。截至2014年2月，大約有50萬張亞太經合組織商務旅遊證正在使用中。
加拿大和美國是過渡時期的成員，所以這允許他們向自己的公民和國民發放亞太經合組織商務旅遊證，以便他們可以加急申請其他經濟體的簽證或移民許可，同時他們不需要向其他經濟體成員的公民和國民提供免簽證，或者必須向給與其他經濟體發行的亞太經合組織商務旅遊證持有人發放免簽證旅行資格。美國於2014年6月開始接受亞太經合組織商務旅遊證申請，而加拿大於2013年10月宣布將開始有限參與試驗計劃。
具有香港永久居民的第三方國家（包括美國和加拿大）的公民也可以通過香港入境事務處申請該證件，此例外不適用於任何其他經濟體成員。

## 外觀

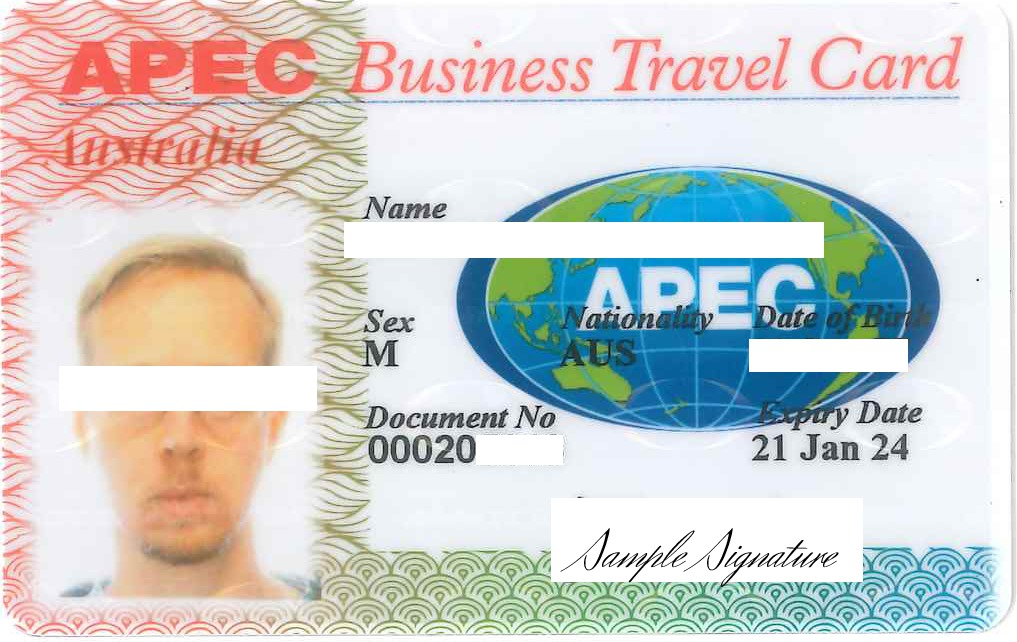
2019年澳大利亞簽發的亞太經合組織商務旅遊證樣本

該證件以信用卡大小的形式發行，支持機讀並具有以下資料：
- 名字
- 性別
- 國籍（經濟體成員）
- 出生日期
- 有效期
- 本人簽名
- 護照號码

除了經濟體成員的名稱外，該證件上沒有標註國旗、國徽等國家標誌。在證件的背面，顯示了已批准許可的成員經濟體。機器可讀條以“CP”開頭，然後跟著發行該證件的經濟體成員縮寫，縮寫采用ISO 3166-1三位字母代码，但「中華台北」在亞太經合組織商務旅遊證使用的是TWN。

## 使用
該證件必須與護照一起使用並具有以下優點：
- 無需申請簽證或入境許可證[13]
- 多次入境，最長停留時間為59－90天[14]
- 給與證件持有人（包括過渡成員）專用之入出境審查窗口，禮遇快速通關、過境
- 快速安排簽證面談（美國）
- 有效期為5年
- 費用因經濟體成員而異
- 申請時間：4－6個月，有些情況下長達1年[15][16]

免簽證安排並不適用於香港特別行政區中國公民前往中國內地，有關人士應繼續使用《港澳居民來往內地通行證》前往中國內地。
此外，此安排亦不適用於臺灣與中國大陸、香港的商務旅遊證持有人相互入出境。

## 申請方法[16]
以香港居民申請為例，香港的經商人士可以經香港入境事務處 （页面存档备份，存于）的網頁辦理申請 APEC 卡，申請時需要提供以下資料：
- 姓名
- 出生日期
- 出生地點
- 護照號碼及護照資料
- 身份證號碼
- 公司資料
- 住址及聯絡方法
- 公司推薦信
- 相關證明文件

在香港申請全程可以透過網上填寫表格完成申請，香港入境處網頁列出的辦理時間為 3 至 6 個月，實際獲得所有經濟體批核的時間有機會長達 10 個月或以上。